# Prorodes leucothyralis
Prorodes leucothyralis is een vlinder van de familie van de grasmotten (Crambidae). De wetenschappelijke naam van deze soort is voor het eerst voorgesteld door Paul Mabille in een publicatie uit 1900.
De soort komt voor in Madagaskar.